# Konrad Kwiet
Konrad Kwiet (* 29. Mai 1941 in Swinemünde) ist ein deutsch-australischer Historiker.

## Leben
Kwiet studierte Geschichte und Politikwissenschaft an den Universitäten Berlin und Amsterdam. Er wurde 1967 an der FU Berlin promoviert und habilitierte sich 1974 an der Technischen Universität Berlin. 1976 nahm er einen Ruf an die University of New South Wales in Sydney an. Konrad Kwiet ist emeritierter Professor für German and European Studies an der Macquarie University, Australien, und für Jewish Studies in Sydney. Er leitete die Australian war crimes commission (SIU), arbeitet am Sydney Jewish Museum und war als historischer Sachverständiger im australischen Justizministerium zur Aufklärung von NS-Kriegsverbrechen tätig. Im Wintersemester 2001/2002 lehrte er an der TU Berlin als Gastprofessor am Zentrum für Antisemitismusforschung. Er publizierte wichtige Bücher und Fachartikel zu Aspekten der Judenverfolgung in Europa unter dem NS-Regime.

## Schriften (Auswahl)
- mit Jürgen Matthäus: Contemporary Responses to the Holocaust. Praeger Publishers, Westport, Connecticut 2004, ISBN 978-0-27597466-4 (Auch als E-Book).
- mit Jürgen Matthäus und Jürgen Förster: Ausbildungsziel Judenmord? Zum Stellenwert der „weltanschaulichen Erziehung“ von SS und Polizei im Rahmen der „Endlösung“. Fischer (Tb.), Frankfurt/Main 2003, ISBN 3-596-15016-7.
- mit Wolfgang Benz und Jürgen Matthäus: Einsatz im ‘Reichskommissariat Ostland’ – Dokumente zum Völkermord im Baltikum und in Weißrussland 1941–1944. Metropol, Berlin 1998, ISBN 3-932482-01-8.
- Max Joseph – Lebensweg eines deutsch-jüdischen Emigranten, in: Rainer Erb, Michael Schmidt (Hrsg.): Antisemitismus und jüdische Geschichte. Studien zu Ehren von Herbert A. Strauss. Wissenschaftlicher Autorenverlag, Berlin 1987, ISBN 3-88840-248-4, S. 231–242.
- mit Helmut Eschwege: Selbstbehauptung und Widerstand – deutsche Juden im Kampf um Existenz und Menschenwürde 1933–1945 (= Hamburger Beiträge zur Sozial- und Zeitgeschichte. Bd. 19). Christians, Hamburg 1984, ISBN 3-7672-0850-4.
- Reichskommissariat Niederlande – Versuch und Scheitern nationalsozialistischer Neuordnung. Deutsche Verlagsanstalt, Stuttgart 1968. Als Dissertation unter dem Titel: Die Einsetzung der deutschen Zivilverwaltung in den Niederlanden und die Anfänge ihrer Nazifizierungspolitik (= Hochschulschriften der FU Berlin).